# Hòa Thành, Lai Vung
Hòa Thành là một xã cũ thuộc huyện Lai Vung cũ, tỉnh Đồng Tháp, Việt Nam.

## Địa lý
Xã Hoà Thành nằm ở phía đông bắc huyện Lai Vung, có vị trí địa lý:
- Phía đông giáp thành phố Sa Đéc
- Phía tây giáp xã Hòa Long
- Phía nam giáp xã Long Thắng
- Phía bắc giáp xã Tân Dương.

Xã Hòa Thành có diện tích 18,5 km², dân số năm 2009 là 8.705 người, mật độ dân số đạt 471 người/km².

## Hành chính
Xã Hòa Thành được chia thành 5 ấp: Tân Long, Tân Bình, Tân Thành, Tân Thạnh, Tân Hòa.

## Lịch sử
Ngày 5 tháng 1 năm 1981, Hội đồng Chính phủ ban hành Quyết định 4-CP, đổi tên huyện Lấp Vò thành huyện Thạnh Hưng, xã Dương Hoà thuộc huyện Thạnh Hưng.
Ngày 6 tháng 3 năm 1984, Hội đồng Bộ trưởng ban hành Quyết định 36-HĐBT, chia xã Dương Hoà thành 2 xã Tân Dương và Hoà Thành.
Theo Quyết định 77-HĐBT ngày 27 tháng 6 năm 1989, xã Hòa Thành thuộc huyện Lai Vung.
Ngày 1/7/2025, cấp huyện bị bãi bỏ.
• Thành lập xã Tân Dương trên cơ sở sáp nhập toàn bộ quy mô dân số và diện tích xã Tân Dương, Hoà Thành và xã Tân Phú Đông của thành phố Sa Đéc cũ, trung tâm tại Ủy ban Nhân dân xã Hoà Thành.

## Xã hội

### Giáo dục
Các trường trên địa bàn xã Hòa Thành:
- Trường Mẫu giáo Hòa Thành
- Trường Tiểu học Hòa Thành
- Trường THCS Hòa Thành.

### Y tế
Trên địa bàn xã có trạm y tế Hòa Thành trực thuộc Trung tâm y tế huyện Lai Vung đạt chuẩn quốc gia.